# Municipio de Aporo
El Municipio de Aporo es uno de los 113 municipios que conforman el estado de Michoacán. Su ciudad cabecera es la ciudad de Aporo. Su distancia de la capital del estado es de 120 km.

## Toponimia
Se ha sugerido que el nombre Aporo es una castellanización del topónimo p’urhe Hápurhu, compuesta por la palabra hapu ‘ceniza’ y por el sufijo de locación rhu, para significar ‘en la ceniza’. En este sentido, Cecilio Robelo lo concibe como ‘cenicero’.

## Geografía
Limita al norte con Senguio, al este con Angangueo, al sur con Ocampo y Tuxpan y al oeste con Irimbo.
El municipio se encuentra incluido en la zona que abarca la Reserva de la Biosfera de la Mariposa Monarca.
Según la clasificación climática de Köppen el clima de Aporo corresponde a la categoría Cwb (templado subhúmedo de montaña), con temperaturas que varían a lo largo del año entre 3 °C y 25 °C.

## Demografía
Cuenta con 3529 habitantes, lo que representa un incremento promedio de 0.95 % anual en el período 2010-2020 sobre la base de los 3218 habitantes registrados en el censo anterior. Ocupa una superficie de 58.41 km², lo que determina al año 2020 una densidad de 60,41 hab/km².
| Gráfica de evolución demográfica de Municipio de Aporo entre 2000 y 2020 |
|                                                                          |
| Fuente: Instituto Nacional de Estadística Geografía e Informática        |

En el año 2010 estaba clasificado como un municipio de grado medio de vulnerabilidad social, con el 20.25 % de su población en estado de pobreza extrema.
La población del municipio está mayoritariamente alfabetizada (11.81 % de personas analfabetas al año 2020) con un grado de escolarización en torno de los 6.75 años. Solo el 0.37 % de la población se reconoce como indígena.

### Localidades
En el censo de 2020 el municipio de Aporo contaba con 13 localidades.
| Código INEGI    | Localidad                 | Población (2020) |
| --------------- | ------------------------- | ---------------- |
| 160070001       | Aporo                     | 2 194            |
| 160070007       | Rincón de Soto            | 325              |
| 160070002       | Arroyo Seco               | 235              |
| 160070005       | Martinillos de Juan Pérez | 145              |
| 160070009       | Zarzamora                 | 143              |
| 160070008       | Alvarado                  | 132              |
| 160070006       | Ojo de Agua               | 117              |
| 160070017       | Manzana Primera           | 69               |
| 160070016       | La Silleta                | 62               |
| 160070010       | La Ciénega                | 43               |
| 160070012       | Martinillos               | 35               |
| 160070018       | Manzana Segunda           | 22               |
| 160070015       | Romeral                   | 7                |
| Total municipal | Total municipal           | 3 529            |

## Economía
Las principales actividades económicas del municipio son el comercio minorista, la elaboración de manufacturas y en menos medida los servicios vinculados al alojamiento temporal y la elaboración de alimentos y bebidas.

## Gobierno
El actual presidente del municipio de Aporo desde el año 2022, es Juan Agustín Torres Sandoval, y su listado es el siguiente:
- Tomás Escutia Sánchez (1987-1989)
- José Rangel Perdomo (1990-1992)
- Eleuterio Medina Ocaña (1993-1995)
- José Figueroa Cardoso (1996-1998)
- Pascual Merlos Rubio (1999-2001)
- Francisco Javier Escutia Sánchez (2002-2004)
- Jorge Fernando Rodriguez San Miguel Martínez (2005-2007)
- Juan Agustin Torres Sandoval (2008-2011)
- Pedro Guzmán González (2012-2015)
- Pascual Merlos Rubio (2015-2018)
- Juan José Mendiola Loza (2018-2021)
- Juan Agustín Torres Sandoval (2021-actualidad)